# Garcinia pseudoguttifera
Garcinia pseudoguttifera är en tvåhjärtbladig växtart som beskrevs av Berthold Carl Seemann. Garcinia pseudoguttifera ingår i släktet Garcinia och familjen Clusiaceae. Inga underarter finns listade i Catalogue of Life.

## Bildgalleri

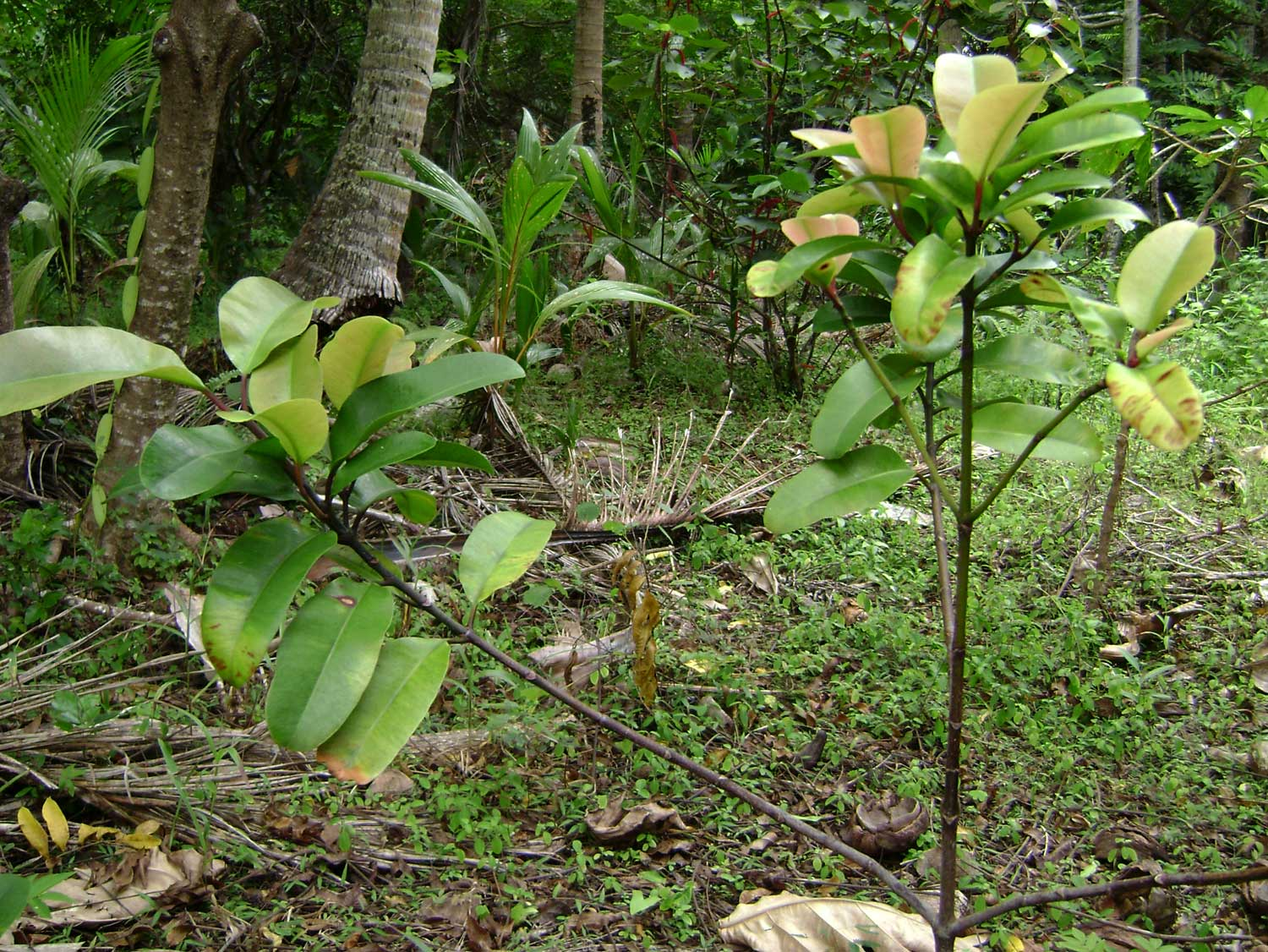